# Kyle Philips
Kyle Michael Philips (San Marcos, California, 17 de junio de 1999) más conocido como Kyle Philips, es un jugador profesional estadounidense de fútbol americano que se desempeña en la posición de wide receiver en Tennessee Titans, equipo de la National Football League (NFL).

## Carrera
Fue seleccionado en la quinta ronda en la Reunión Anual de Selección de Jugadores de la NFL de 2022. Hizo su debut profesional con el equipo Tennessee Titans, donde lleva jugando dos temporadas.